# Birra Peroni
Birra Peroni (eller bare Peroni) er et italiensk bryggeri, som blev dannet i Vigevano, Lombardiet i 1846. Hovedkontoret ligger i Rom.
Bryggeriets mest kendte øl er Nastro Azzurro, en pilsnerøl som i dag markedsføres over hele verden.